# Complexe monumental de San Michele a Ripa Grande
L'Ospizio di San Michele a Ripa Grande (Hospice de Saint-Michel) ou Ospizio Apostolico di San Michele à Rome est un vaste complexe de bâtiments situés à l'extrémité sud du Trastevere, face au Tibre et s'étendant sur près de 500 mètres le long de la rivière. Le Porto di Ripa Grande était le port fluvial servant à ceux venant du port méditerranéen d'Ostie. Cette zone était autrefois un port principal de Rome. Alors que les grands navires ne pouvaient pas naviguer facilement sur le Tibre à Rome, en revanche les petits bateaux ramenaient ici fréquemment des fournitures en provenance de la côte pour la ville.

## Histoire
Les bâtiments de l'Ospizio di San Michele ont été construits au cours des XVIIe et XVIIIe siècles et servaient à la fois d'hospice, d'orphelinat, de centre de soins pour personnes âgées abandonnées et de prisons pour les mineurs et les femmes. En 1679, un neveu du nouveau Pape Innocent XI (qui régna de 1676 -1689), Mgr Carlo Tommaso Odescalchi, a commandé à l'architecte Mattia de Rossi la conception de l'édifice. Construit en cinq ans, celui-ci servait d'hospice pour accueillir et former des enfants orphelins à la fabrication de tissus, de tapis et de tapisseries. A ce bâtiment a été ajouté en 1693, l'Ospizio dei poveri Inabilito (hospice des pauvres handicapés). En 1709, le Pape Clément XI a commandé à l'architecte Carlo Fontana d'étendre encore davantage le complexe et y a transféré les personnes âgées de l'Ospedale dei Mendicanti, situé Via Giulia. Plus tard, les ajouts au bâtiment ont compris une prison pour les mineurs et une école d'art. En 1735, le Pape Clément XII a commandé à l'architecte Ferdinando Fuga la conception d'une prison de femmes et d'une caserne pour les agents des douanes.
La Chiesa Grande, aussi connue sous le nom de San Salvatore degli Invalidi, suit une conception (1706) de Carlo Fontana, mais sa construction a été achevée seulement en 1834 par Luigi Poletti . L'église comporte un édicule avec une statue du Sauveur par Adamo Tadolini.
L'ancienne petite ancienne de Santa Maria del Buon Viaggio, au sud-est du complexe, était dédiée aux marins, qui embarquaient d'ici en voyageant sur le Tibre. D'abord l'église était constituée en partie des murs de la ville, puis a été incorporée par le complexe. Elle reste fermée.

## Déclin et réorganisation
Le complexe a été très actif comme institution de bienfaisance au début du 19e siècle. L'usine de fabrication de tapisseries, la Arazzeria Albani, a existé pendant des siècles jusqu'en 1910.

Après l'unification de l'Italie, les biens ont été confisqués et remis à la ville de Rome. Les bâtiments sont tombés en grand délabrement. Au cours de la Seconde Guerre mondiale, ils ont été utilisés comme casernes, aussi bien par les Allemands qu'ensuite par les Alliés. En 1969, le complexe a été acheté par l'Etat italien, qui y a logé les bureaux du Ministère des Biens Culturels. Le complexe abrite aujourd'hui le Ministère des Biens Culturels et de l'Environnement, qui utilise les vastes salles appartenant à l'ancienne usine de Tapisserie pour la restauration d'œuvres d'art.

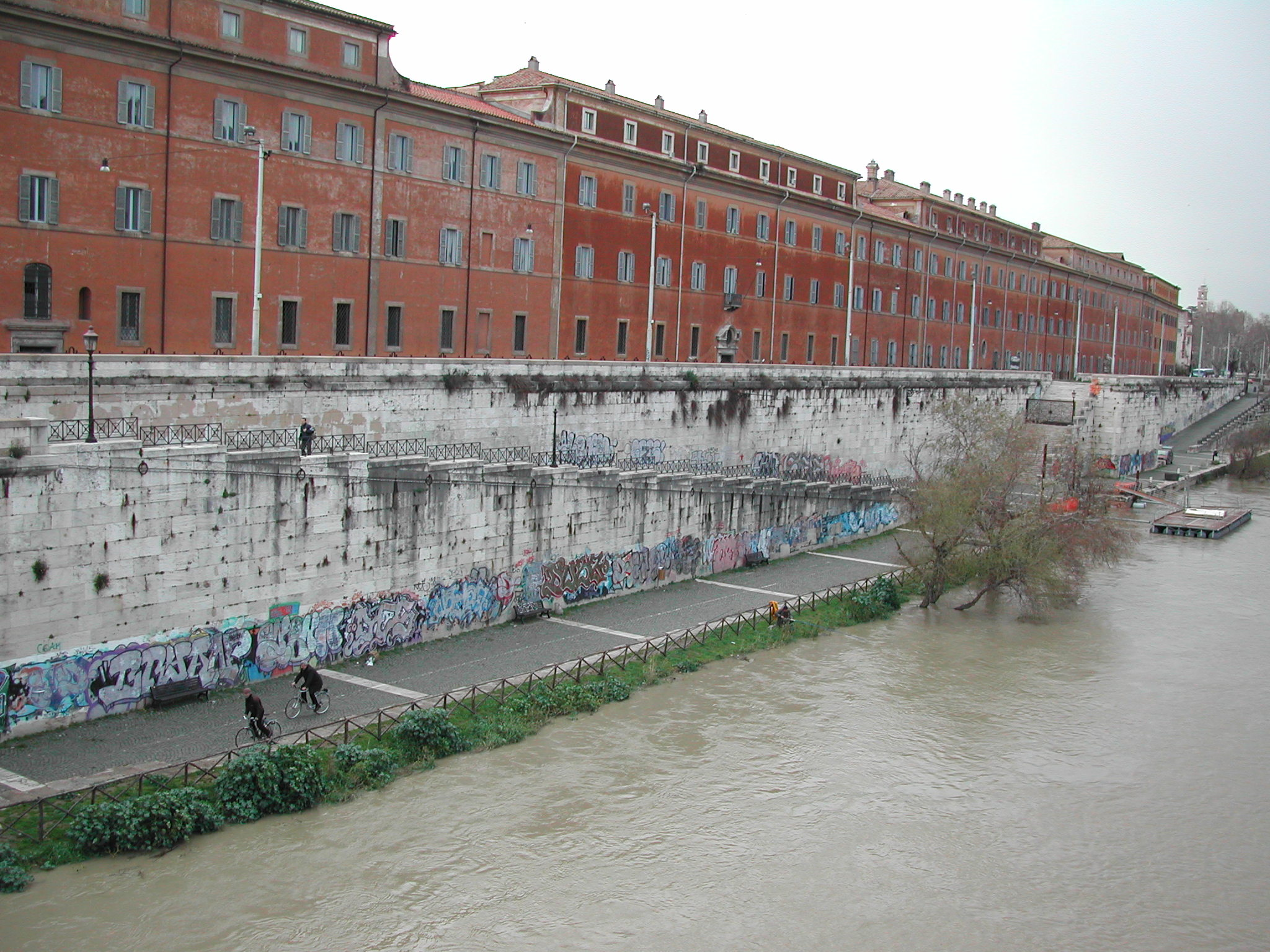
Façade, le long du Tibre
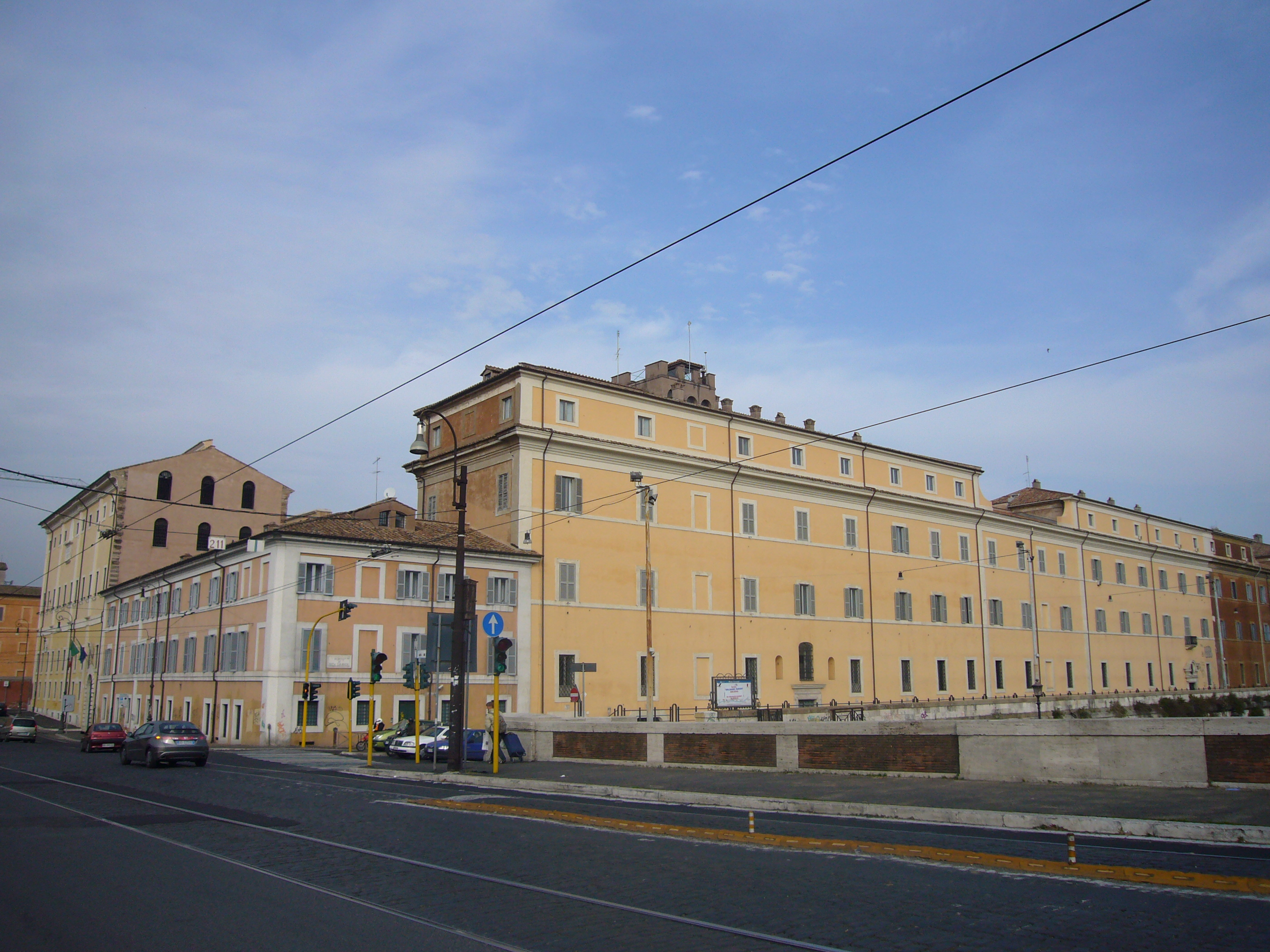
Autre vue
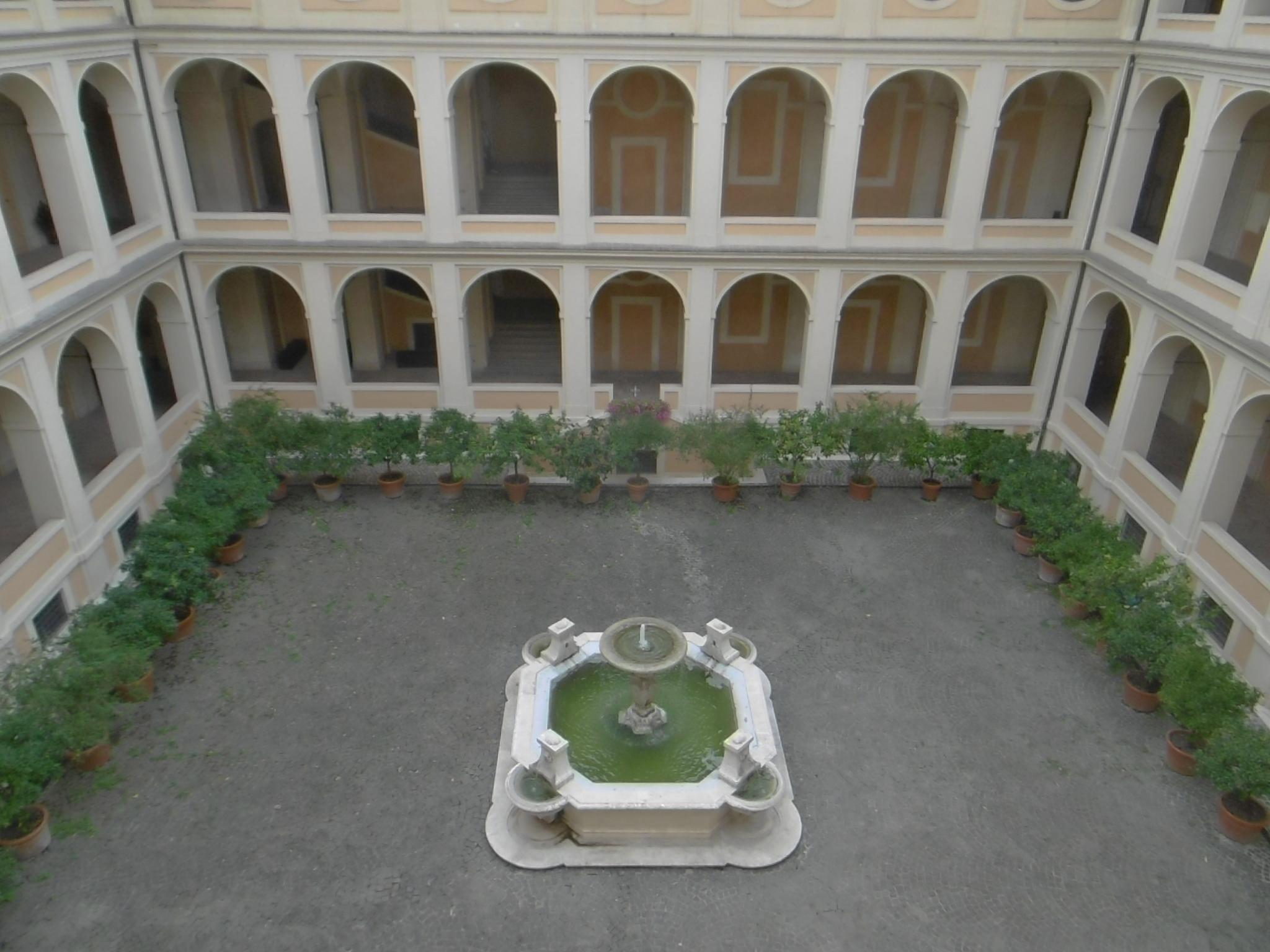
Cortile delle Zitelle
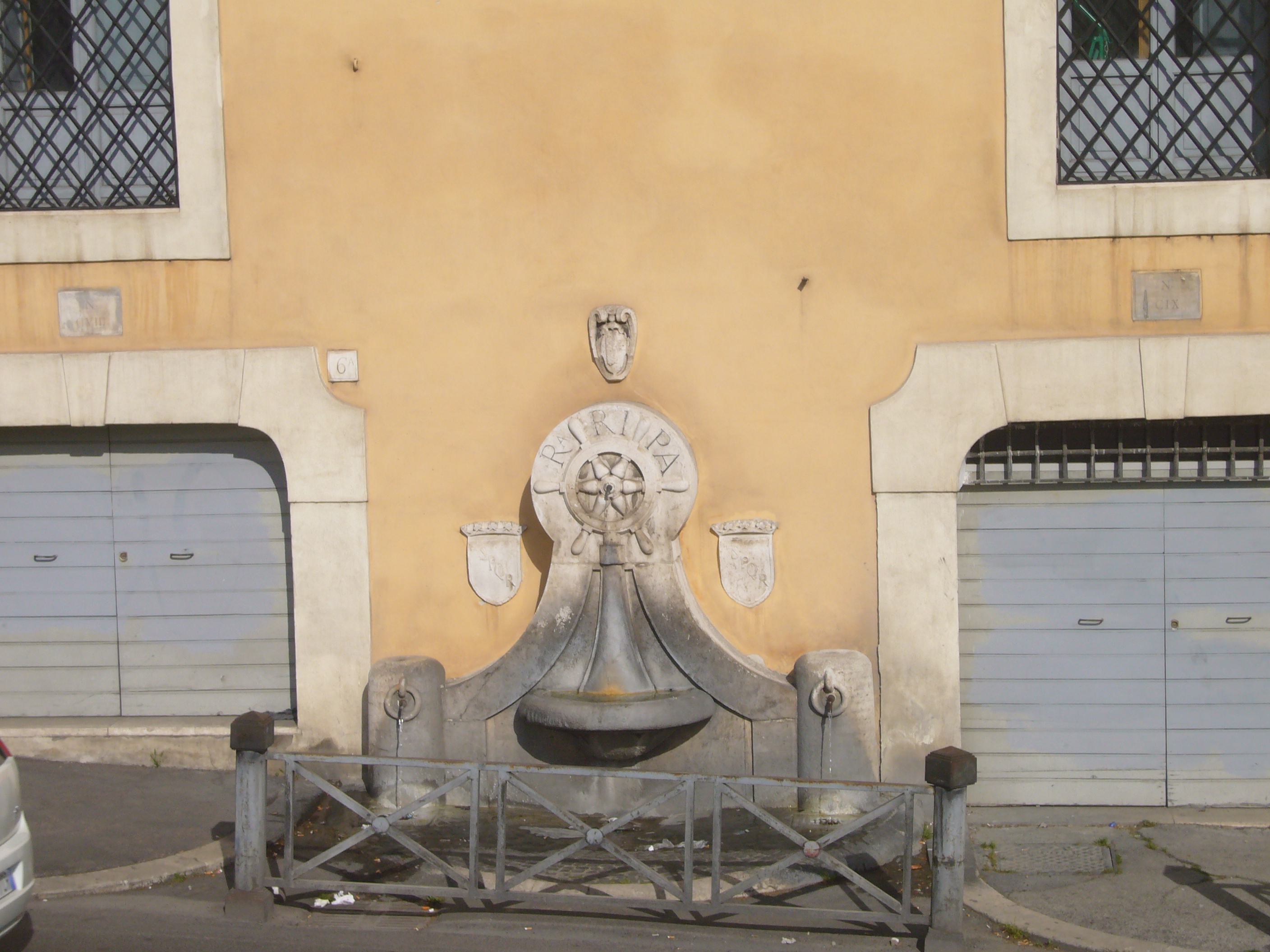
Fontaine del San Michele